# Turquesa (mineral)

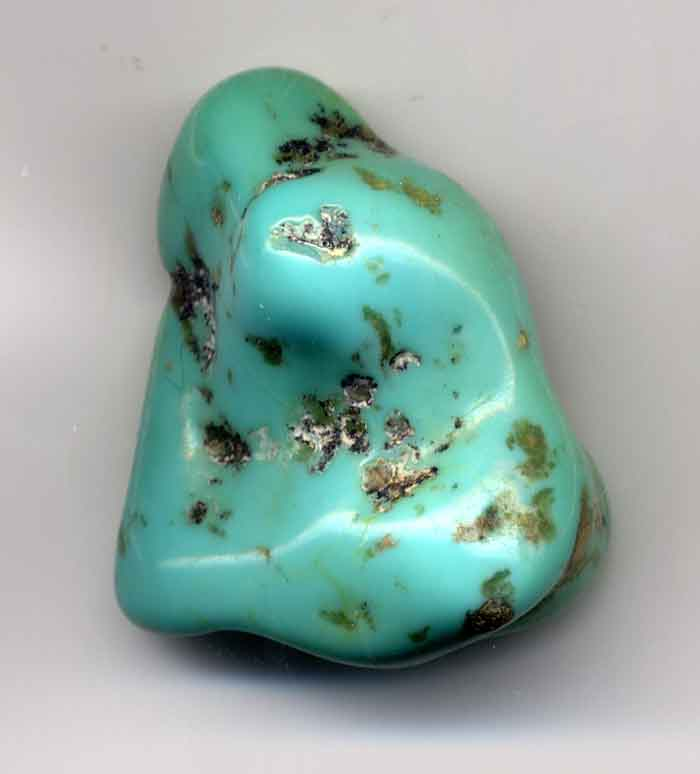
Turquesa polida

La turquesa és un mineral de la classe dels fosfats, que pertany i dona nom al grup de la turquesa. És anomenada així des de l'antiguitat, del francès turquoise que significa 'turc'.

## Característiques
La turquesa és un fosfat de color blau verdós format per fosfat d'alumini hidratat i coure amb grups d'hidroxil, que cristal·litza en el sistema triclínic. És un mineral criptocristal·lí gairebé mai en forma de cristalls simples, i totes les seves propietats són altament variables. Es pot polir i s'utilitza en joieria, i en són utilitzades les de color blau per a ornamentació des de l'antic Egipte. La seva fórmula és CuAl₆(PO₄)₄(OH)₈(H₂O)₄. La seva duresa oscil·la entre 5 i 6 en l'escala de Mohs. La lluentor de la turquesa és grassa, i generalment és opaca, encara que pot ser semitranslúcida en petites seccions. El color és tan variable com la resta de les seves propietats, i abasta des del blanc fins al blau fosc i el blau cel, i des del blau verdós fins al verd groguenc. El color blau és atribuït al coure, mentre que el verd pot ser el resultat d'impureses de ferro o per la deshidratació. És un mineral isoestructural amb la calcosiderita, i l'anàleg de coure de la faustita. Forma sèries de solució sòlida amb la calcosiderita i amb la planerita.

## Formació i jaciments
Es tracta d'un mineral secundari que es troba a la zona d'alteració potàssica de dipòsits de pòrfirs de coure hidrotermal. També és format per l'acció de les aigües meteòriques, generalment en regions àrides, sobre roques ígnies aluminoses o roques sedimentàries (com filons de farciment en roques volcàniques i sediments fosfatats). Sol trobar-se associada a altres minerals com: al·lòfana, calcedònia, caolinita, limonita, montmoril·lonita o pirita. Als territoris de parla catalana ha estat descrita a la mina de la turquesa (Cornudella de Montsant, Priorat), així com a la mina Elvira i a les mines de Can Tintorer, totes dues a Gavà (Baix Llobregat).

## Varietats
Es coneixen dues varietats de turquesa:
- L'agapita, una varietat vítria de turquesa iraniana.[8]
- La rashleighita, una varietat de turquesa fèrrica, intermèdia en la sèrie calcosiderita-turquesa.[9]

## Grup turquesa
El grup turquesa de minerals està format per cinc fosfats triclínics:
| Espècie       | Fórmula                      |
| ------------- | ---------------------------- |
| Aheylita      | (Fe2+,Zn)Al₆(PO₄)₄(OH)₈·4H₂O |
| Calcosiderita | Cu(Fe3+,Al)₆(PO₄)₄(OH)₈·4H₂O |
| Faustita      | (Zn,Cu)Al₆(PO₄)₄(OH)₈·4H₂O   |
| Planerita     | Al₆(PO₄)₂(HPO₄)₂(OH)₈·4H₂O   |
| Turquesa      | Cu(Al,Fe3+)₆(PO₄)₄(OH)₈·4H₂O |